# موريل غيبولت
موريل غيبولت هي ممثلة كندية، ولدت في 18 فبراير 1922 في ساسكاتشوان في كندا، وتوفيت في 3 يناير 1952 في مونتريال في كندا.